# Sistema extrapiramidal

Tratos nervosos da medula espinhal humana

Sistema extrapiramidal é, na neuroanatomia humana, uma rede neural localizado na medula espinhal, que faz parte do sistema motor envolvido na coordenação dos movimentos. O sistema é chamado de "extrapiramidal" para diferenciá-lo dos tratos do córtex motor que atingem seus destinos passando através das "pirâmides" da medula.

## Componentes
- Trato rubro-espinal
- Trato retículo-espinal
- Trato vestíbulo-espinal
- Trato teto-espinal

## Sintomas extrapiramidais
O sistema extrapiramidal pode ser afetado de diversas maneiras, que podem ser manifestados como uma série de sintomas extrapiramidais como acinesia (incapacidade de iniciar o movimento) e acatisia (incapacidade de se manter imóvel), frequentemente referenciados como reação extrapiramidal.
Os sintomas ou efeitos colaterais extrapiramidais são diversos transtornos do movimento, o principal é conhecido como discinesia tardia (movimentos musculares irregulares e involuntários, geralmente na face) e pode ser resultado do consumo de antagonistas dopaminérgicos, geralmente medicamentos antipsicóticos (neurolépticos), que são frequentemente usados para controlar a psicose. O antipsicótico mais comum associado com os sintomas extrapiramidais é o haloperidol, usado especialmente na esquizofrenia. Outros medicamentos antidopaminérgicos como o antiemético metoclopramida (Plasil®) ou o antidepressivo tricíclico amoxapina também podem causar efeitos colaterais extrapiramidais.
Outros sintomas relatados incluem distonia (espasmos musculares do pescoço, olhos, língua ou mandíbula, mais frequente em crianças), parkinsonismo induzido por drogas (rigidez muscular, bradicinesia/acinesia, tremor de repouso e instabilidade postural; mais frequente em adultos e idosos), "agitação (vontade incontrolável de ir embora, sair de onde está, mover-se), sensação de aperto no peito, falta de ar, angústia, ansiedade, e sensação de falta de autocontrole".